# Кардинальна система

Схема розташування кардинальних знаків і характер їхніх проблискових вогнів

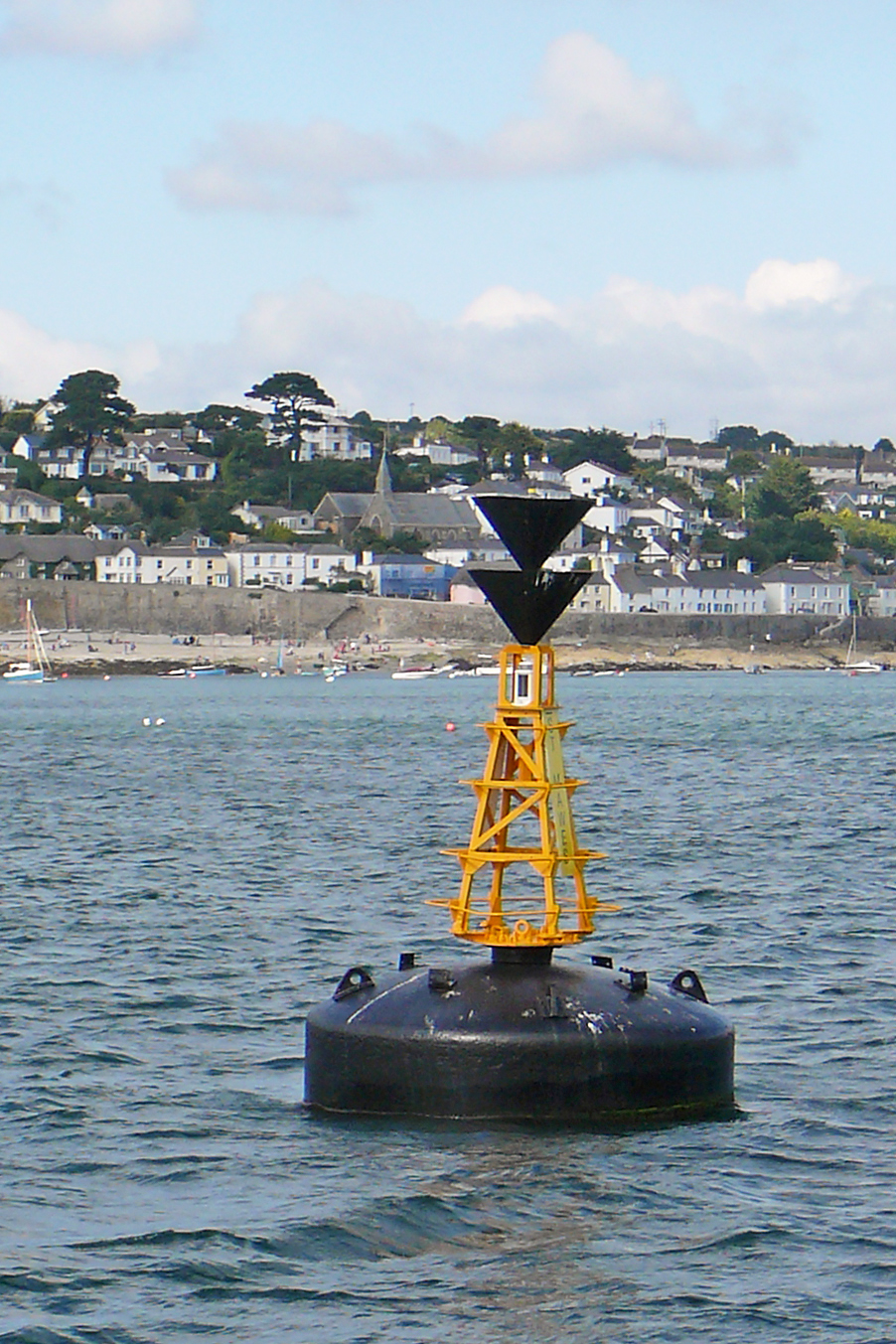
Південний кардинальний знак у вигляді буя

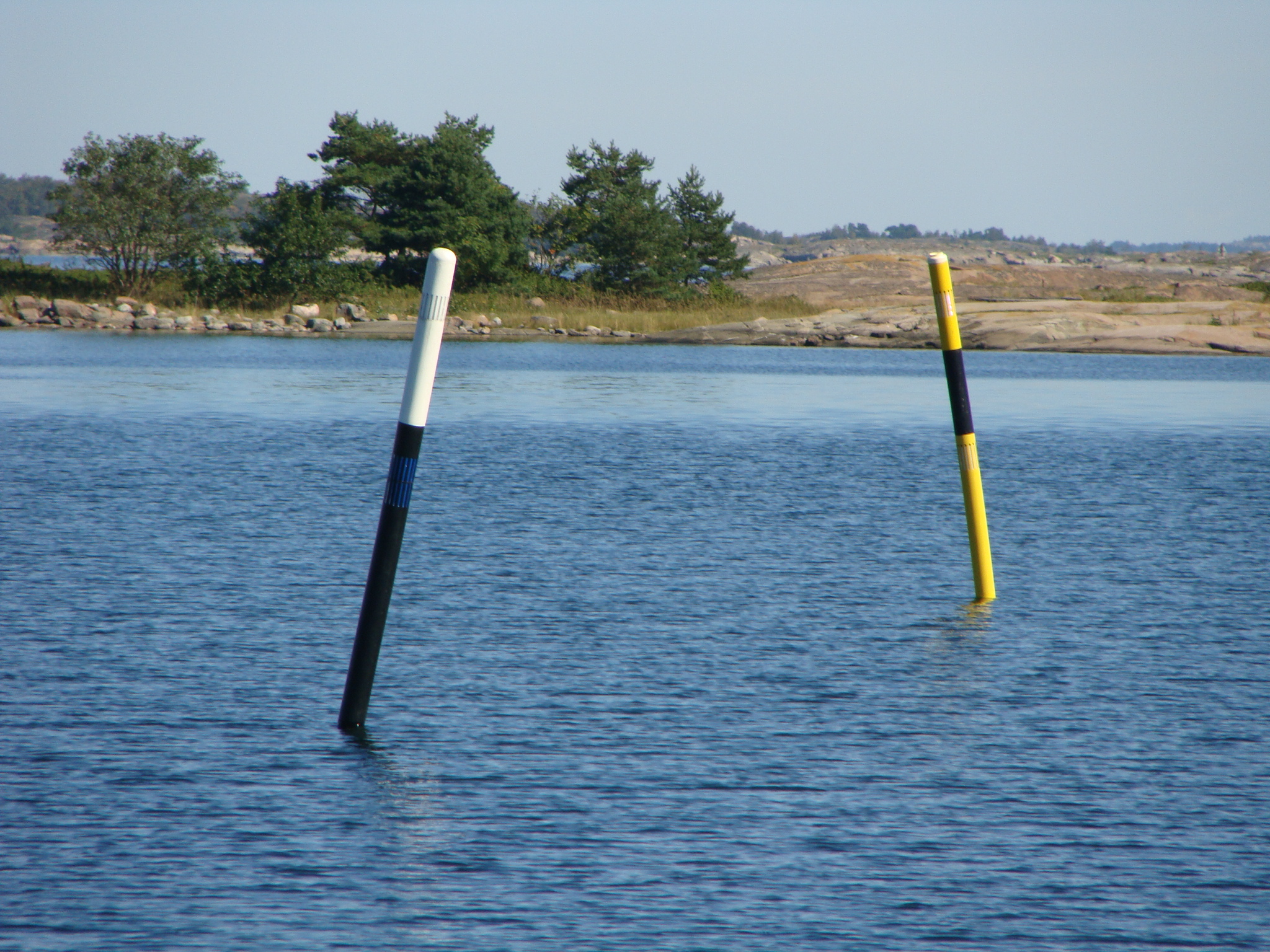
Південна і західна віхи без топових фігур

Кардинальна система — система навігаційного огородження ділянок водної поверхні або об'єктів, що становлять небезпеку для плавання (фарватерів), що полягає в позначенні розташування небезпеки і напрямку безпечного водного простору. Одна з двох, поряд з латеральною, систем плавучого огородження морських або річкових небезпек.
Навігаційні знаки кардинальної системи (буї, бакени, віхи) позначають напрямок обходу відповідно до сторін світу (на північ, схід, південь чи захід) відносно самого знака. Значення знаків залишається незмінним незалежно від напрямку курсу чи положення судна, що наближається до них, на відміну від знаків латеральної системи.

## Характеристики
Характеристики і значення кардинальних знаків визначаються Міжнародною асоціацією маякових служб (МАМС).
Позначення сторони світу в кардинальній системі здійснюється такими способами:
- орієнтацією двох конусів, що складають топову фігуру (обидва повернутих догори вершинами позначають північ, обидва повернутих вершинами донизу — південь, з'єднані вершинами — захід, і з'єднані основами — схід);
- рисунком жовтих і чорних смуг, нанесених на знак (чорна смуга зверху — північ, чорна смуга внизу — південь, чорна смуга посередині — захід, жовта смуга посередині — схід);
- додатково — послідовністю спалахів проблискового вогню, причому кількість спалахів у серії відповідає значенню годинних позначок на циферблаті годинника (постійне блимання — північ, серія з трьох послідовних спалахів — схід, серія з шести послідовних спалахів — південь, серія з дев'яти послідовних спалахів — захід).

| Характеристика     | Північ                                | Південь                               | Схід                                     | Захід                                    |
| ------------------ | ------------------------------------- | ------------------------------------- | ---------------------------------------- | ---------------------------------------- |
| Топова фігура      | Два повернуті догори вершинами конуси | Два повернуті донизу вершинами конуси | Два з'єднані основами конуси             | Два з'єднані вершинами конуси            |
| Колір              | Чорний над жовтим                     | Жовтий над чорним                     | Жовта горизонтальна смуга на чорному тлі | Чорна горизонтальна смуга на жовтому тлі |
| Вогонь (додатково) | Безперервні спалахи                   | 6 швидких спалахів + 1 довгий спалах  | Серії з 3 спалахів                       | Серії з 9 спалахів                       |
| Зовнішній вигляд   |                                       |                                       |                                          |                                          |

Послідовність спалахів може бути швидкою або дуже швидкою: залежно від характеру спалахів близькорозташованих знаків інших систем, вона має сприяти чіткому відрізненню знака кардинальної системи.
Кардинальні знаки можуть виконувати такі функції:
- Позначати найглибшу ділянку на відповідну сторону горизонту від себе;
- Позначати безпечну сторону обходу небезпеки;
- Привертати увагу до таких особливостей фарватеру, як поворот, перехрестя, розгалуження або кінець обмілини;
- Привертати увагу до нової небезпеки, наприклад, до затонулого судна. У подібних випадках часто використовуються два однакові знаки, поставлені поруч: вони інформують, що нова небезпека ще не позначена на навігаційній карті.

Іноді кардинальний знак може використовуватися замість спеціального знака, наприклад, для позначення місця звалення ґрунту або дренажних водовипусків. Таке використовування кардинальних знаків трапляється на південному узбережжі Англії та в північній Франції.

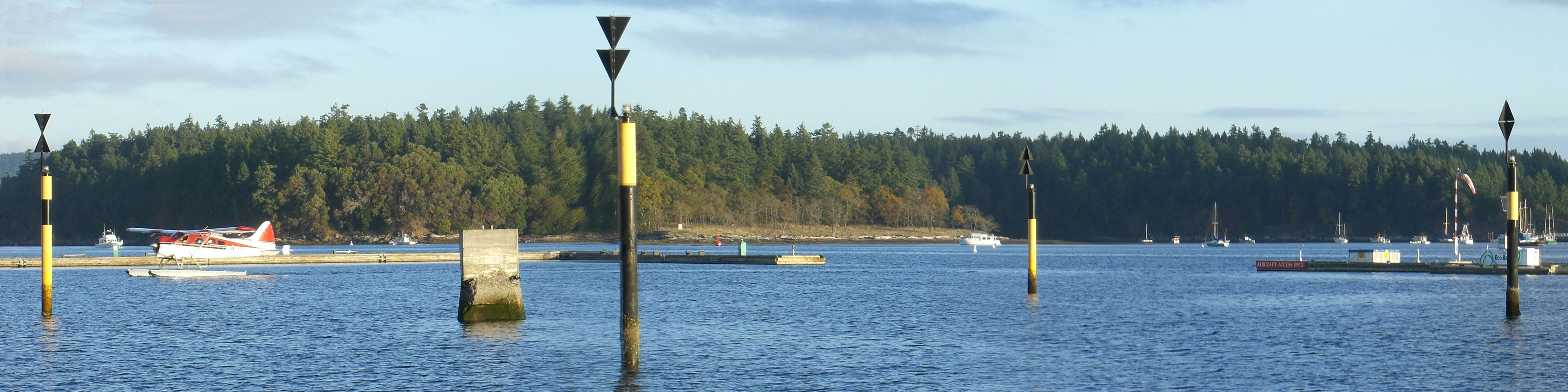
Використовування всіх чотирьох знаків для позначення старої опори

## Кардинальні системи, відмінні від системи МАМС

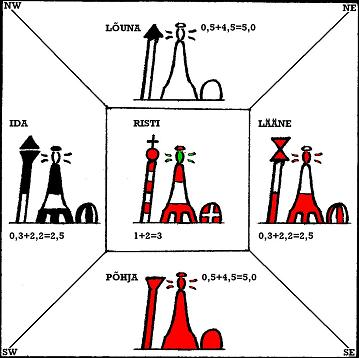
Схема розташування кардинальних знаків і характер їхніх проблискових вогнів у системі до 1980 року (північна сторона (південний знак) уверху, південна — внизу, східна — праворуч, західна — ліворуч)

У Російській імперії та СРСР до 1980 року була прийнята така кардинальна система: знаки (буї, бакени, віхи) відповідали сторонам світу відносно фарватеру і мали зворотну відповідність розташуванню небезпеки. Знаки встановлювалися таким чином:
- з півночі фарватеру (з південного краю небезпеки) — північний знак (нордовий) червоного кольору з топовою фігурою у вигляді червоного перевернутого конуса;
- з півдня фарватеру (з північного краю небезпеки) — південний знак (зюйдовий) білого кольору з топовою фігурою у вигляді білого (або чорного) конуса вершиною догори;
- зі сходу фарватеру (із західного краю небезпеки) — східний знак (остовий) чорно-білого кольору з топовою фігурою у вигляді з'єднаних основами білих (або чорних) конусів;
- із заходу фарватеру (зі східного краю небезпеки) — західний знак (вестовий) біло-червоного кольору з топовою фігурою у вигляді з'єднаних вершинами червоних конусів.

Невеликі за розміром небезпеки позначалися хрестовими знаками — смугастими червоно-білими, з топовою фігурою у вигляді хреста; їх можна було обходити з усіх сторін. Для кращої видимості до деяких знаків (віх) нижче фігур кріпили кулі.